# Enlightenment
Enlightenment（単に「E」とも）は、X Window System用のコンポジット型ウィンドウマネージャである。バージョン0.20以降はWaylandにも対応している。Bodhi LinuxやPentooなど、いくつかのLinuxディストリビューションには標準で搭載されている。
Enlightenmentの中心となる部分はウィンドウマネージャにすぎないが、多くのモジュールを組み合わせることで、完全なデスクトップ環境のように拡張することができる。バージョン0.17（E17）以降、EnlightenmentはEnlightenment Foundation Libraries（EFL）を用いて記述されており、EnlightenmentプロジェクトはEFLを用いた一連のアプリケーションも開発している。

## 歴史

### E16以前
Enlightenmentの最初のバージョンは1997年にカーステン・ハイツラーによってリリースされた。当初、E17においてEFLが追加されるまでは単なるウィンドウマネージャであった。
2012年にEFLで書き直されたE17がリリースされると、Enlightenmentは大幅に書き直され、コードベースが0.16（E16）とそれ以降のバージョン（E17）に分割された。一部のコミュニティはE16のコードベースにとどまり、このバージョンの開発を継続し、E17とは独立したバージョニング方式でリリースを行った。このE16は1.0のマイルストーンに到達し、2024年時点でも活発に開発が続けられている。

### E17以降
2000年、Enlightenmentを他のXウィンドウマネージャと連携するアプリケーションを作成するためのツールキットを開発する目的で、Enlightenment Foundation Libraries（EFL）の開発が開始された。EFLの構築が進むにつれ、EnlightenmentはEFLを活用する形で書き直され、2012年にバージョン0.17.0がリリースされた。このバージョンはEFLを使用するように完全に書き直されたため、E16とは互換性がない。  
2025年1月時点の最新バージョンはE27である。

## 使用
Bodhi LinuxはEnlightenment 17デスクトップを基盤として作成されたが、これをフォークしてMoskshaを作成した。
Eliveもまた、2019年に3.7シリーズがリリースされるまで、E17のフォークを主要なデスクトップ環境として使用していた。さらにE16も備えており、将来的には新しいE26バージョンの統合も計画されている。

## 評価
2011年のE16に関するレビューでは、Enlightenmentは高いカスタマイズ性を持ち、ウィンドウごとの設定が可能であり、モニターのサイズを超える広大な仮想デスクトップのサポート、さらに、ほぼすべての操作をキーボードで行えることがと評価された。外観は称賛された一方で、当時のバグによりデスクトップ環境はやや不安定であると批判された。E16はGNOMEやKDEのウィンドウマネージャとして使用することも可能であったが、レビューでは互換性が低いとされた。
2014年のE17に関するレビューでは、設計が高速でタッチスクリーンに適しており、外観も良好であると評価されたが、ウィンドウサイズ変更のための選択領域が小さいことに不満が示された。デスクトップ環境に付属するデフォルトのターミナルであるTerminologyの外観も称賛された。レビュアーはデスクトップの左クリックおよび右クリックメニューが個人的に好みであると述べた。
2017年のレビューでは、E18は軽量であり、外観がMac OSに似ているとされつつも、デスクトップの左クリックおよび右クリックメニューの存在により習得曲線が急であると指摘された。
2020年のレビューでは、Enlightenmentはキーボードショートカットが非常に多く、軽量で古いハードウェアでも快適に動作し、アイドル時のCPUおよびRAM使用量も少ないと評価された。しかし、デスクトップの左クリックおよび右クリックメニューについては複雑すぎるとして批判された。

## リリース履歴
| バージョン | コードネーム         | リリース日     | 詳細                                                                             |
| ---------- | -------------------- | -------------- | -------------------------------------------------------------------------------- |
| pre-alpha  | Enlightenment Alpha1 | 1996年10月     |                                                                                  |
| 0.13.2     | DR13                 | 1998年1月18日  |                                                                                  |
| 0.14.0     | DR14                 | 1998年7月18日  |                                                                                  |
| 0.15.0     | DR15                 | 1999年3月12日  |                                                                                  |
| 0.16       | DR16                 | 1999年10月27日 | 2024年現在もメンテナンスされている。特にレトロなデスクトップとして好まれている。 |
| 0.17       | DR17                 | 2012年12月21日 | 大幅に書き直された。                                                             |
| 0.18       | DR18                 | 2013年12月22日 |                                                                                  |
| 0.19       | DR19                 | 2014年9月15日  |                                                                                  |
| 0.20       | DR20                 | 2015年12月1日  |                                                                                  |
| 0.21       | DR21                 | 2016年6月1日   |                                                                                  |
| 0.22       | DR22                 | 2017年11月22日 |                                                                                  |
| 0.23       | DR 0.23              | 2019年8月24日  |                                                                                  |
| 0.24       | DR 0.24              | 2020年5月17日  |                                                                                  |
| 0.25       | DR 0.25              | 2021年12月16日 |                                                                                  |
| 0.26       | DR 0.26              | 2023年12月23日 |                                                                                  |
| 0.27       | DR 0.27              | 2025年1月11日  |                                                                                  |